# Paul McGann
Paul John McGann (nacido el 14 de noviembre de 1959) es un actor británico de origen inglés que se hizo conocido al protagonizar la miniserie de la BBC The Monocled Mutineer. También es conocido por su papel en Withnail and I y por interpretar a la octava encarnación del Doctor en Doctor Who: la película y en el episodio de Doctor Who La noche del Doctor, así como en el material asociado a la serie, principalmente episodios en audio publicados por Big Finish Productions.

## Primeros años
McGann nació en Kensington, Liverpool, Inglaterra, en 1959. Su madre, Claire, era profesora, y su padre trabajaba en la metalurgia. Sus padres le animaron y a él y sus hermanos a que desarrollaran sus talentos desde temprana edad. El talento de McGann se expandió todavía más cuando fue a la escuela Cardigan Allen en West Derby, en Liverpool. Uno de sus profesores le aconsejó que entrara en la Royal Academy of Dramatic Arts y que siguiera una carrera como actor. Siguiendo el consejo de su profesor, McGann entró en la escuela y siguió hasta hacerse una carrera como actor en la que lleva dos décadas.
McGann es el tercero de seis hijos. Su madre había tenido dos gemelos en 1958, pero uno de ellos murió nada más nacer. Tiene una hermana y dos hermanos pequeños nacidos en 1961, 1963 y 1965. Sus tres hermanos son también actores, y trabajaron los cuatro juntos en 1995 interpretando a cuatro hermanos en una serie de televisión sobre la Gran Hambruna irlandesa. También formarían los cuatro un grupo musical pop, The McGanns, que lanzó el sencillo Shame About the Boy. La hermana de McGann trabaja en Channel 5 como productora de programas.

## Carrera

### Primeros trabajos
El primer papel importante de McGann fue en Give us a Break, una serie de Geoff McQueen, creador de la longeva serie The Bill. McGann interpretaba a un jugador de billar que se metió en líos con Robert Lindsay, que interpretaba a su mánager. La serie era una comedia dramática, y sólo duró una temporada que concluyó con un episodio especial.

#### The Monocled Mutineer
El primer papel dramático de gran importancia para McGann fue el del infame desertor británico y criminal Percy Toplis en la miniserie de 1986 de la BBC The Monocled Mutineer. La filmación estaba basada en el libro de 1978 del mismo título escrito por William Alison y John Fairley.
Aunque McGann recibió elogios por su interpretación dramática, este drama nunca jamás se volvió a emitir en la BBC. El motivo fueron las críticas que la BBC recibió del Partido Conservador por tratar el tema del motín de Étaples, en Francia, en 1919. Los eventos que ocurrieron y sus documentos, están sellados hasta 2017. Dijeron que la película era inexacta y era "políticamente parcial hacia la izquierda". Toplis era una figura misteriosa y la película, al igual que el libro, le describían como un participante activo en el motín de Etaples, antes de que fuera encontrado y asesinado unos años después del fin de la Primera Guerra Mundial. El estreno de la miniserie provocó una pequeña crisis política en Gra Bretaña, lo que hizo que la BBC anulara todas las reemisiones de la película. A pesar de esta controvertida censura, The Monocled Mutineer sería lanzada por la BBC en video a principios de los noventa, y en DVD en 2007.

### Carrera en el cine
Tras esta interpretación de Percy Toplis, McGann buscó papeles menos controvertidos y más cómicos para su siguiente proyecto. En 1986 participaría en la comedia de culto de Bruce Robinson Withnail and I. También apareció en la adaptación de Ken Russell de 1989 de The Rainbow de D. H. Lawrence. Otros trabajos en el cine de esta época incluyen The Monk (1990), Dealers, Three of Hands y El imperio del sol. McGann forma parte de la generación de actores británicos conocida como el Brit Pack, junto a Tim Roth, Gary Oldman, Colin Firth y Bruce Payne entre otros.
Desde 1989, McGann se ha concentrado en la televisión, incluyendo Nice Town y Nature Boy para la BBC, y The One That Got Away y la segunda serie de Hornblower para ITV. Sin embargo, ha tenido papeles menores en algunas películas americanas famosas como Los tres mosqueteros (1993) y Alien 3. Su papel en esta última originalmente era mucho mayor, pero la mayoría fue cortado en el montaje final. El metraje eliminado fue reincluido en la versión extendida de la película.
En 1993 fue elegido para el papel de Richard Sharpe, protagonista de la serie Sharpe de películas para televisión basada en las novelas de Bernard Cornwell. Sin embargo, se hizo una lesión en la rodilla mientras jugaba al fútbol poco antes de que empezara a rodar en Ucrania. Fue reemplazado por Sean Bean y ese papel fue el que lanzó la carrera de Bean y por el que la audiencia británica le recuerda más. La herida de McGann condujo a la que a la fecha fue el pago de seguro más alto de la historia de la televisión británica, una suma de más de dos millones de libras.

### Doctor Who(película para televisión)
Paul McGann interpretó la octava encarnación del Doctor en la película para televisión de 1996 de Doctor Who. En la película también aparecían Eric Roberts, Daphne Ashbrook y el séptimo Doctor saliente, Sylvester McCoy. El hermano de McGann, Mark McGann, también se presentó al casting por el papel.
La película para televisión de Doctor Who fue una coproducción entre la BBC, Universal Studios y la Fox Broadcasting Network. McGann había firmado un contrato para aparecer como el octavo Doctor en una nueva serie de Doctor Who, si Fox o Universal hubieran aceptado. De esta forma, esta película para televisión se suponía que era un episodio piloto que, si tenía una buena audiencia, se convertiría en inicio de esa nueva serie. La película se estrenó el 14 de mayo de 1996 en Estados Unidos y el 27 de mayo del mismo año en Reino Unido. Aunque fue seguida por 9,08 millones de espectadores y tuvo mucho éxito en Reino Unido, la audiencia fue mucho menos en Estados Unidos, lo que hizo que Fox se desvinculara de la serie y Universal no encontrara otra cadena interesada en emitirla. Así, no se haría ninguna otra serie sobre el Doctor hasta 2005, cuando todos los derechos de contrato fueron recuperados por la BBC, y la película se convirtió en la única aparición televisiva de McGann como el octavo Doctor. A pesar de aparecer sólo en televisión una vez, dio permiso para que usaran su imagen en cubiertas de novelas del Doctor publicadas por la BBC, y ha interpretado el papel en una serie de dramatizaciones de audio de Big Finish Productions.
Hubo rumores de que Paul McGann volvería a interpretar al octavo Doctor en una nueva serie de películas de televisión a la vez que la serie actual. McGann desmintió esos rumores diciendo que nadie se lo había propuesto, pero que si se lo pidieran lo haría siempre que "no tuviera que llevar una peluca". McGann también apareció como el octavo Doctor en la serie de Doctor Who para BBC Radio 7 entre 2007 y 2010. El 14 de noviembre de 2013, justo en la misma fecha del cumpleaños del actor, McGann apareció por sorpresa en un mini-episodio de Doctor Who titulado La noche del Doctor.

### TrasDoctor Who
En los años posteriores a su aparición como el Doctor, Paul McGann siguió diversificando su actividad interpretativa con los papeles para cine y televisión que fue aceptando. En 1997 apareció como padre en FairyTale: A True Story y más tarde como Rob en Downtime, después en 1998 interpretó al Capitán Greville en The Dance of Shiva.
En los dosmiles, las apariciones cinematográficas de McGann se incrementaron, con películas como My Kingdom (2001), Listening (2003) y Gypo (2005). Quizás su papel más icónico desde Doctor Who llegó en 2002, cuando apareció en la adaptación cinematográfica de Crónicas Vampíricas de Anne Rice, La reina de los condenados, en la que McGann interpretaba a David Talbot, miembro de la Talamasca, organización que investigaba lo sobrenatural. McGann compartió cartel con Stuart Townsend, Marguerite Moreau y Aaliyah. También trabajó como actor de doblaje en Gran Bretaña muchos años, sobre todo como locutor de documentales y anuncios publicitarios.
En 2006, apareció en el drama televisivo Tripping Over. En 2007 trabajó con Dervla Kirwan, Lorraine Ashbourne y David Bradley en el drama de BBC One True Dare Kiss. En 2010, apareció en la longeva serie de misterio de la BBC Jonathan Creek, y también hizo apariciones regulares en la serie de crímenes Luther. En 2011 apareció en el episodio final de Waking the Dead. Se anunció que trabajará con Dominic West en el Duchess Theatre.

## Filmografía

### Cine
| Año  | Título                          | Papel                                   |
| 1987 | Withnail y yo                   | Marwood / "...y yo"                     |
| 1987 | El imperio del sol              | Teniente Price                          |
| 1989 | Tree of Hands                   | Barry                                   |
| 1989 | The Rainbow                     | Anton Skrebensky                        |
| 1989 | Dealers                         | Daniel Pascoe                           |
| 1990 | El fraile                       | Padre Lorenzo Rojas                     |
| 1990 | Máscara de papel                | Matthew Harris                          |
| 1991 | Solo en la oscuridad            | Tony Dalton                             |
| 1992 | Alien 3                         | Golic                                   |
| 1993 | Los tres mosqueteros            | Girard/Jussac                           |
| 1997 | FairyTale: A True Story         | Arthur Wright                           |
| 1997 | Downtime                        | Rob                                     |
| 1998 | The Dance of Shiva              | Capitán Greville                        |
| 1998 | The Rime of the Ancient Mariner | Samuel Taylor Coleridge/Ancient Mariner |
| 2001 | My Kingdom                      | Dean                                    |
| 2002 | La reina de los condenados      | David Talbot                            |
| 2003 | Listening                       |                                         |
| 2005 | Gypo                            | Paul                                    |
| 2005 | Naked in London                 | Mr Johnson                              |
| 2006 | Poppies                         | Tony                                    |
| 2006 | Always Crashing in the Same Car | Bill                                    |
| 2009 | Lesbian Vampire Killers         | Vicario                                 |

### Televisión
| Año       | Título                          | Papel                | Notas       |
| 1983      | Give Us a Break                 | Mo Morris            |             |
| 1986      | The Importance of Being Earnest | John Worthing        |             |
| 1986      | The Monocled Mutineer           | Percy Toplis         |             |
| 1990      | Drowning in the Shallow End     | Colin                |             |
| 1992      | Nice Town                       | Joe Thompson         |             |
| 1995      | Catalina la Grande              | Potemkin             |             |
| 1995      | The Hanging Gale                | Liam Phelan          |             |
| 1995      | The Merchant of Venice          | Bassanio             |             |
| 1995      | The One That Got Away           | Chris Ryan           |             |
| 1996      | Doctor Who: la película         | Octavo Doctor        |             |
| 1998      | Our Mutual Friend               | Eugene Wrayburn      |             |
| 1999      | Forgotten                       | Ben Turner           |             |
| 2000      | Nature Boy                      | Steve Witton         |             |
| 2000      | Fish                            | Jonathan Vishnevski  |             |
| 2001      | Hotel!                          | Ben Carter           |             |
| 2001      | Sweet Revenge                   | Patrick Vine         |             |
| 2002      | Extraños de sangre              | DC David Ingram      |             |
| 2002      | The Biographer                  | Andrew Morton        |             |
| 2001–2003 | Hornblower                      | Lieutenant Bush      |             |
| 2003      | Agatha Christie's Poirot        | Dr. Peter Lord       |             |
| 2004      | Lie with Me                     | Gerry Henson         |             |
| 2005      | Las aventuras de David Balfour  | Colonel MacNab       |             |
| 2005      | Fables of Forgotten Things      | Clarence             |             |
| 2005      | Agatha Christie's Marple        | Dickie Erskine       |             |
| 2006      | If I Had You                    | Philip Andrews       |             |
| 2006      | Tripping Over                   | Jeremy               |             |
| 2006      | Sea of Souls                    | Christopher Chambers | 1 episodio  |
| 2007      | True Dare Kiss                  | Nash                 |             |
| 2009      | Collision                       | Richard Reeves       |             |
| 2010      | Jonathan Creek                  | Hugo Doré            |             |
| 2010-2011 | Luther                          | Mark North           |             |
| 2011      | Waking the Dead                 | ACC Tony Nicholson   |             |
| 2011      | New Tricks                      | DCI James Larson     | 1 episodio  |
| 2013      | Doctor Who                      | Octavo Doctor        | 1 minisodio |